# Peter Scherer (Historiker)
Peter Scherer (* 6. April 1943 in Ravensburg; † 29. Oktober 2022 in Frankfurt am Main) war ein deutscher marxistischer Historiker. 

## Leben
Scherer hat in Tübingen und Heidelberg Sozial- und Wirtschaftsgeschichte studiert. Seine 1968 angenommene Heidelberger Dissertation über das Kloster Weingarten im 18. Jahrhundert erschien ein Jahr später im Druck. Nach dem Referendariat und dem Besuch der Archivschule Marburg wurde er von 1970 bis 1973 als Nachfolger von Albert Deibele der erste wissenschaftliche Stadtarchivar von Schwäbisch Gmünd.
1973 trat er in die Abteilung Bildungswesen/Bildungspolitik beim Vorstand der IG Metall ein, wo er unter anderem für die Geschichte der Arbeiterbewegung zuständig war. Von 1987 bis 2004 war er Leiter der Zentralbibliothek der IG Metall.

## Werke in Auswahl
Neben zahlreichen Aufsätzen in „Sozialismus“, „Marxistische Blätter“ und „Z“:
- Reichsstift und Gotteshaus Weingarten im 18. Jahrhundert. Ein Beitrag zur Wirtschaftsgeschichte der südwestdeutschen Grundherrschaft. Stuttgart 1969
- (Herausgeber) Gmünder Schmuckhandwerk bis zum Beginn des neunzehnten Jahrhunderts. Schwäbisch Gmünd 1971
- (Herausgeber) Schwäbisch Gmünd. Beiträge zur Geschichte und Gegenwart der Stadt. Stuttgart 1971
- (Herausgeber, gemeinsam mit Peter Schaaf) Dokumente zur Geschichte der Arbeiterbewegung in Württemberg und Baden 1848-1949. Stuttgart 1984
- Der Kampf gegen das Sozialistengesetz. Kösching 1978 online.
- Freie Hand im Osten. Ursprünge und Perspektiven des Zweiten Weltkrieges. Kösching 1989, ISBN 3-924940-24-X
- Die Dinge beim Namen nennen. Zur Aktualität des Erfurter Programms. Kösching 1992, ISBN 3-924940-35-5